# Anarquisme a l'Àfrica
El terme anarquisme a l'Àfrica fa referència tant a les organitzacions polítiques suposadament anarquistes de certes societats tradicionals africanes com als moviments anarquistes moderns a l'Àfrica.

## Elements anarquistes en cultures tradicionals
Sam Mbah i I. E. Igariwey a African Anarchism: The History of a Movement van recalcar que:
| « | En major o menor mesura, totes les […] societats africanes tradicionals van manifestar "elements anàrquics" que, en un estudi rigorós, fan palesa la obvietat històrica que els governs no sempre han existit. Són un fenomen recent i, per tant, no són inevitables en la societat humana. Així com alguns trets "anàrquics" de les societats africanes tradicionals han existit només en èpoques passades del seu desenvolupament, algunes d'elles persisteixen de forma pronunciada fins a l'actualitat. | » |

La raó per la qual s'atribueixen "elements anàrquics" a les societats africanes tradicionals és la seva estructura política relativament horitzontal i, en alguns casos, l'absència de classes. A més, el lideratge de la gent gran no solia donar-se en els tipus d'estructures autoritàries dels estats moderns. Un dels valors importants era, tanmateix, el dels valors tradicionals i "naturals". Així, per exemple, malgrat que no hi haguessin lleis contra la violació, l'homicidi o l'adulteri, una persona que cometés aquests actes seria processat juntamnet amb els seus familiars. El principi de responsabilitat col·lectiva era sovint usat.
Les societats de classes ja havien existit en algunes civilitzacions africanes (com ara Núbia, Egipte, Axum i els estats hausses) durant mil·lennis, però processos d'estratificació social es van intensificar a partir del segle xv.

## Moviments anarquistes moderns

### Algèria
Després de la primavera negra de Cabília, organitzacions anarquistes han pogut crear una comunitat anarquista raonablement gran en el poble de Barbacha.

### Egipte
El moviment anarquista va sorgir per primer cop a Egipte a finals del segle xix, però va desaparèixer en els anys 1940. El moviment va tornar a emergir a principis dels anys 2010.
El moviment va tornar a tenir a tenir presència quan un nombre de grups anarquistes van participar de la Revolució egípcia de 2011, bàsicament el Moviment Socialista Llibertari d'Egipte i Bandera Negra. Els anarquistes egipcis han estat atacats pel règim militar i per Germans Musulmans. El 7 d'octubre de 2011, el Moviment Socialista Llibertari d'Egipte va celebrar la seva primera conferència al Caire.

### Nigèria
El moviment anarquista nigerià va sorgir a principis dels anys 1990, amb l'establiment de l'Awarness League, anarcosindicalista.

### Sud-àfrica
A Sud-àfrica, l'anarquisme data dels anys 1880, quan l'immigrants anglès anarquista Henry Glasse es va establir a Port Elisabeth en la Colònia del Cap d'aquell moment. Els anarquistes van tenir un paper en la Federació Democràtica Social (SDF en anglès), establerta a Ciutat del Cap l'any 1904 i van obrir els socialistes de totes persuasions. Les primeres organitzacions específicament anarquistes van ser la International Socialist League (ISL), sindicalista revolucionària, fundada a Johannesburg l'any 1915. Va créixer establint nuclis per tota Sud-àfrica, excepte a l'oest del Cap, on els anarquistes van fer una escissió de l'SDF per crear la Lliga Socialista Industrial (IndSL). Per consentiment mutu, l'IndSL va operar a l'oest del Cap, mentre que l'ISL va estar actiu en la resta del país. L'IndSL i l'ISL crearien el primer sindicat de treballadors de color a Sud-àfrica, Treballadors Industrials de l'Àfrica (IWA), dins de Treballadors Industrials del Món (IWW).
Impulsats per l'atmosfera creada pel que en aquella època semblava una revolució obrera victoriosa en la Rússia de 1917, l'ISL i l'IndSL es van dissoldre en el Partit Comunista de Sud-àfrica (CPSA en anglès) en la seva fundació l'any 1921, proporcionant moltes figures notables fins que la III Internacional va ordenar l'expulsió de la facció sindicalista del partit. Sindicalistes no alineats com Percy Fisher van ser actius en la rebel·lió minera de Rand de 1922, una vaga general que es va convertir en insurrecció, i es van oposar de manera frontal al racisme d'un gran sector dels vaguistes blancs. Mentrestant, l'IWA es va unir al Sindicat de Treballadors Industrials i Comercials (ICU en anglès) l'any 1920, raó per la qual l'ICU mostrava influències sindicalistes.

## Organitzacions anarquistes de l'Àfrica
- Lliga Socialista Internacional (Sud-àfrica), 1915–1921
- Obrers Industrials de l'Àfrica (Sud-àfrica), 1917–1920
- Lliga Socialista Industrial (Sud-àfrica), 1918–1921
- Awareness League (Nigèria), 1990s–Present
- Moviment Revolucionari Anarquista (Sud-àfrica), 1993–1995
- Federació de Solidaritat Obrera (Sud-àfrica), 1995–1999
- Col·lectiu de Mitjans de Bikisha (Sud-àfrica), 1999–2007
- Llibres de Zabalaza (Sud-àfrica), 1999–2007
- Nucli de la Creu Negra Anarquista a Sud-àfrica, 2002–2007
- Federació Comunista Anarquista de Zabalaza (Sud-àfrica), 2003–2007
- Front Comunista Anarquista de Zabalaza (Sud-àfrica), 2007–Present
- Bandera Negra (Egipte), 2010s–Present
- Moviment Socialista Anarquista (Egipte), 2011–Present